# Hemmoor
Hemmoor är en stad i Landkreis Cuxhaven i förbundslandet Niedersachsen i Tyskland.
Staden ingår i kommunalförbundet Samtgemeinde Hemmoor tillsammans med ytterligare två kommuner.